# Siegfried Gienger
Siegfried Gienger   (Baviera, 15 d'abril de 1937) és un antic pilot d'enduro i trial alemany de renom internacional durant la dècada del 1960. Especialista en petites cilindrades, va guanyar el Campionat d'Europa d'enduro de 100cc de 1968 i va formar part de l'equip de la RFA que va guanyar el Trofeu als Sis Dies Internacionals d'Enduro el mateix any.
A començaments de la dècada del 1960 Gienger fou un dels pioners del trial tant a Alemanya com al continent europeu, on aquesta modalitat s'hi començava a introduir provinent de les illes britàniques, al costat d'altres alemanys com ara Gustav Franke, Andreas Brandl, Alfred Lehner i Günter Sengfelder. El 1960 en va guanyar el Campionat d'Alemanya en la cilindrada dels 200cc amb una DKW i els anys 1965 i 1967 es va classificar entre els deu primers a la Challenge Henry Groutards amb una Zündapp, la seva marca habitual.